# Jeruzsálemi Királyság
A Jeruzsálemi Királyság (ismert még mint Jeruzsálemi Latin Királyság, latinul: Regnum Hierosolymitanum, franciául: Roiaume de Jherusalem) történelmi keresztes állam volt Levante déli részén. A sikeres első keresztes hadjáratot követően alapították Bouillon Gottfried flamand lovag vezetésével. A királyság 1099-től majd kétszáz éven át, Akko 1291-es mamlúkok általi elfoglalásáig állt fenn. A Jeruzsálemi Királyságot létrehozó és benépesítő keresztesek elsősorban a Francia Királyságból érkeztek, így a jeruzsálemi királyok és az uralkodói elit nagy része is frank eredetű volt.
A királyság története két részre osztható fel. Az első korszak 1099-től 1187-ig tartott, amíg Szaladin egyiptomi szultán el nem foglalta csaknem az egész országot. A második korszakban a csupán részben sikeres harmadik keresztes hadjárat során visszafoglalt Akko volt a királyság központja.

## Berendezkedése, és jelentősége a keresztes államok sorában
Antiochia, Tripoli és Edessza keresztes államainak uralkodói Jeruzsálem királyának vazallusai voltak. Hűségükért és katonai szolgálataikért cserébe segítséget és védelmet kaptak. Maga a királyság négy nagy hűbéres területet foglalt magába: Jaffa és Askalon grófságát, Krak vagy Montreál uradalmát, a Galileai Hercegséget és Szidón uradalmát. A királyi birtokot Jeruzsálem és a körülötte fekvő területek, Türosz és Akko alkották. Bár a hűbéruradalmak örökletesek voltak, a királynak gyakran bele kellett szólnia az öröklési vitákba és erővel érvényesíteni a Jeruzsálemi Határozatokat, azt a törvénykönyvet, amelyen a királyság kormányzása alapult.

## Története
Az I. keresztes hadjáratot követően Jeruzsálem első királyai, I. Balduin (1100-1118) és II. Balduin (1118-1131) a tengerparti városok elfoglalásával és Palesztina belső és északi területeit védő erődök építésével stabilizálták a királyságot. A későbbi uralkodók felhagyva az addigi politikával déli irányba próbáltak terjeszkedni. Miután a II. keresztes hadjárat (1147–1149) kudarca után a muszlimok fokozatosan megerősítették pozícióikat, Amalrik király (1163-1174) támadásokat intézett Egyiptom ellen, de kudarca hozzájárult Szaladin muszlim vezér (1169-1193) felemelkedéséhez.
Szaladinnak sikerült az addig megosztott iszlám világot a Szentföld elleni nagy hadjáratra egyesítenie. IV. Balduin (1174-1185) halála után a királyság vereséget szenvedett a hattíni csatában, majd 1187. október 2-án Szaladin seregei Jeruzsálemet is elfoglalják. A III. keresztes hadjárat területi nyereségei ellenére a város muszlim kézen maradt. Jeruzsálem eleste után a királyok Akkót tették meg fővárosuknak. A 13. század folyamán az újabb keresztes hadjáratok ellenére a királyság területe fokozatosan felmorzsolódott.
Az ázsiai szárazföldről 1291-ben kiszorítva a Lusignan-dinasztia utolsó jeruzsálemi királya, II. Henrik Ciprus szigetére vonult vissza. A Lusignan-dinasztia tagjai itt uralkodtak a 15. század végéig és továbbra is igényt tartottak a Jeruzsálem királya címre.

## Gazdaság és jog
A királyság nem volt gazdag. A muszlimokkal folytatott kereskedelem, a banki tevékenység és a zarándokokra kivetett adók és vámok biztosították a kormányzat működéséhez szükséges pénzt. Bár voltak termékeny vidékek, a terület jelentős része kopár, sivatagos volt. A rosszabb években Szíriából kellett gabonát importálni a lakosság ellátására.
A kereskedelem volt az ország húzóágazata, amit főleg velenceiek és genovaiak tartottak a kezükben. További bevételi forrást jelentett az államkincstárnak a háborúban elfogott muszlimok után követelt váltságdíj. Ugyancsak a győztes hadjáratok során sarcot szedtek az egyes muzulmán országoktól, mint Szíria, Egyiptom, vagy kereskedelmi karavánok.
A keresztesek által alapított Jeruzsálemi Királyságban a nemesek nagyobb befolyásra tettek szert, mint a nyugati országok nemesei, annak köszönhetően, hogy a folyamatos hadviselés miatt az uralkodó jobban rá volt szorulva a főurak támogatására. A főnemesek gyülekezete hamar teljes önállóságra tudott szert tenni, a király törvényjavaslatait köteles volt vele vitára bocsátani, birtokot is csak a hozzájárulásával adományozhatott. Szintén a jeruzsálemi nemesség kiváltságai közé tartozott ugyanakkor az ellenállás joga (ius resistendi). Egyébként elmondható, hogy a Jeruzsálemi Királyság jogszokásai megtévesztésig hasonlítanak az Aranybullában lefektetett elvekhez, ezen jogszokásokat pedig II. András minden bizonnyal megismerhette 1217-ben indított keresztes háborúja alkalmával. A hadjáratra elkísérték őt magyar főurak is, a források tanúsága szerint pedig ott tartózkodásuk során huzamosabb időt töltöttek a Jeruzsálemi Királyság nemeseivel – elképzelhetetlen, hogy ne ismerkedtek volna meg a helybéli jogokkal. A Szentföldre utazó magyar főurak között volt például Ugron királyi kancellár és kalocsai érsek valamint Tamás egri püspök, akik az Aranybulla aláírói között is szerepelnek. A körülmények tehát valószínűsítik, hogy a magyar nemesség sarkalatos jogainak alapjai a Jeruzsálemi Királyságban használatos jogelvekből kerültek átvételre. Ugyanilyen hatással lehettek ezek a jogelvek egyébként az angol Magna Charta Libertatumra is, szintén a keresztes háborúk közvetítésével.

## Lakossága
A királyság lakosságát illetően becslések vannak. Körülbelül félmillióan élhettek az állam területén, melynek nagy része muzulmán volt. A keresztény lakosság zömét is helyi keleti keresztények tették ki. A kereszteslovagokkal együtt európai keresztény bevándorlók is érkeztek a Szentföldre, elsősorban Franciaországból, részben Itáliából, de ők kizárólag csak a városokban laktak, vidékre nem telepedtek meg. A városok összlakossága a Jeruzsálemi Királyságban 120 ezer európait és 100 ezer muszlimot tehetett ki. A falvakban eközben olyan 250 000 muszlim és keleti keresztény élhetett. Tudelai Benjámin zsidó utazó, 1200 zsidót és 1500 samaritánt becsült a Királyság területére, mint állandó lakost.
Az itáliai eredetű európaiak kereskedelemmel foglalkoztak, addig a többiek kézműiparral és egyéb mesterségekkel.
Vannak hivatalos dokumentumok a korból, amelyek csupán a hűbéresek és más lovagok nevét tartalmazza, ezért még ezekből is nehéz következtetni az európai lakosság számát illetően.
Mikor a muzulmánok a keresztesek uralmát végleg felszámolták, a betelepült európaiak egy része elmenekült a Szentföldről. Az itt maradókat a mohamedánok lemészárolták, vagy rabszolgaságba vetették.

## Haderő
A jeruzsálemi királyság haderejének magvát az európai kereszteslovagok adták. Segédcsapatként besorozták még a helyi muzulmán és keleti keresztény lakosságot is. Fogadtak fel továbbá zsoldosokat, amelyek leggyakrabban közel-keleti muzulmánok voltak.
Türoszi Vilmos krónikája szerint ,,Alig háromszáz lovagot és kétezer gyalogost lehetett találni a királyságban" Ez volt 1100-ban a Királyság katonai helyzete.